# Тунско езеро
Тунското езеро (на немски: Thunersee) е езеро в Швейцария, на река Аар. Разположено е в северното подножие на Бернските Алпи, в т. нар. Бернски Оберланд. Нарича се така по името на град Тун в северния му край, където изтича Аар. Като типично ледниково езеро (създадено през последното, плейстоценско заледяване) то има издължена форма (17,5 на 3,5 км) и е дълбоко - 215 м (максимална дълбочина). Геоложката му история включва период, в който езерото е било много по-голямо и се е свързвало с близкото Бриенцко езеро. Общият басейн е наречен условно Венделско езеро.
Днес езерната повърхност се разполага на височина 557,7 м, а площта се е свила до 47,74 кв. км. Това поставя Тунското езеро на седмо място по големина в Швейцария. Водата е кристално чиста и гъмжи от риба, а когато човек се обърне на юг, може да се наслади на надвисналите първенци на Бернските Алпи - прочутата тройка на Юнгфрау, Мьонх и Айгер. Освен Аар, в езерото се вливат две други по-големи реки - Кандер от лявата страна, която с многобройните си притоци отводнява цялата западна част на масива; и Ломбах от дясната страна. По-значителни селища, освен Тун, са Хилтерфинген, Шпиц и Унтерзен. По-нагоре в посока Бриенцкото езеро се намира известният курорт Интерлакен. Там е прокопан плавателен канал, който свързва двете езера. Ето защо от Тун до Интерлакен целогодишно пътуват туристически корабчета.
Тунското езеро се посещава от стотици хиляди туристи всяка година, включително много българи. Бреговете крият прелестни овощни градини, живописни селца и спомени от историята като прочутия замък Оберхофен.